# Schweich (Beckerich)
Schweich (luxemburgisch Schweechⓘ, französisch Schweich) ist ein luxemburgisches Dorf mit 255 Einwohnern (Stand: 2021; 2017: 201 Einwohner, 2006: 180 Einwohner) in der Gemeinde Beckerich im Kanton Redingen.

## Lage
Schweich weist eine Fläche von 379,8986 ha auf. Direkt durch Schweich verläuft die niederrangige Straße CR 301, die von Calmus kommend nach Elvingen bzw. Hobscheid führt.

## Allgemeines
Schweich, Elvingen, und Hovelingen, alle in der Gemeinde Beckerich, bilden zusammen die Einheit Schweecherdall (Schweicher Tal).
Durch Schweich verläuft der Huewelerbaach und der Hasselbaach und bildet auf einer Länge von etwa 250 Metern die Grenze zur Ortschaft Elvingen.

## Geschichte
Im Mittelalter soll in Schweich eine Meierei mit niederer Gerichtsbarkeit bestanden haben und das Dorf die wichtigste Ortschaft in der Umgebung gewesen sein.

## Sehenswertes
- Kapelle der vier Evangelisten
- Wollefslach, die letzte erhaltene Wolfsgrube in Luxemburg